# Meczet w Nowogródku
Meczet w Nowogróku (biał. Наваградзкі мячэт) – świątynia muzułmańska znajdująca się w Nowogródku przy ul. Tatarskiej, siedziba największej gminy tatarskiej w II Rzeczypospolitej, zniszczona w czasach radzieckich, odbudowana po 1991 roku. 
Nowogródzcy Tatarzy pierwszy przywilej na budowę własnej świątyni uzyskali od króla Stanisława Augusta Poniatowskiego w 1792 roku. Cztery lata później w nowogródzkim meczecie odbyły się pierwsze modły – gmina funkcjonowała jako filiał wspólnoty w Łowczycach. 

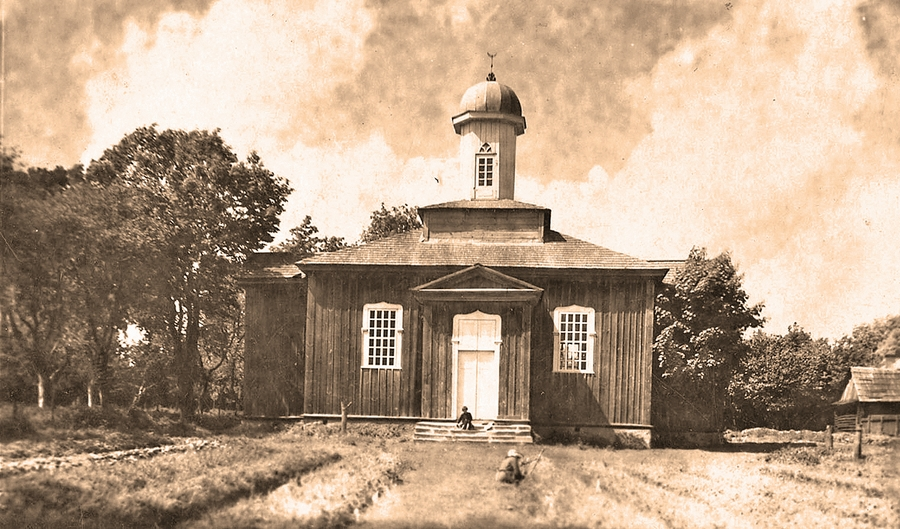
Meczet za czasów międzywojennej Polski – w 1931

W połowie XIX wieku przy ul. Tatarskiej wzniesiono nowy meczet z fundacji majora Aleksandra Assanowicza, który przetrwał aż do lat czterdziestych XX stulecia. 
22 września 1929 roku nowogródzki meczet odwiedził prezydent Ignacy Mościcki – była to pierwsza wizyta tak wysokiego przedstawiciela RP w świątyni muzułmańskiej. Muezinem w nowogródzkim meczecie był wówczas Bekir Rodkiewicz. 

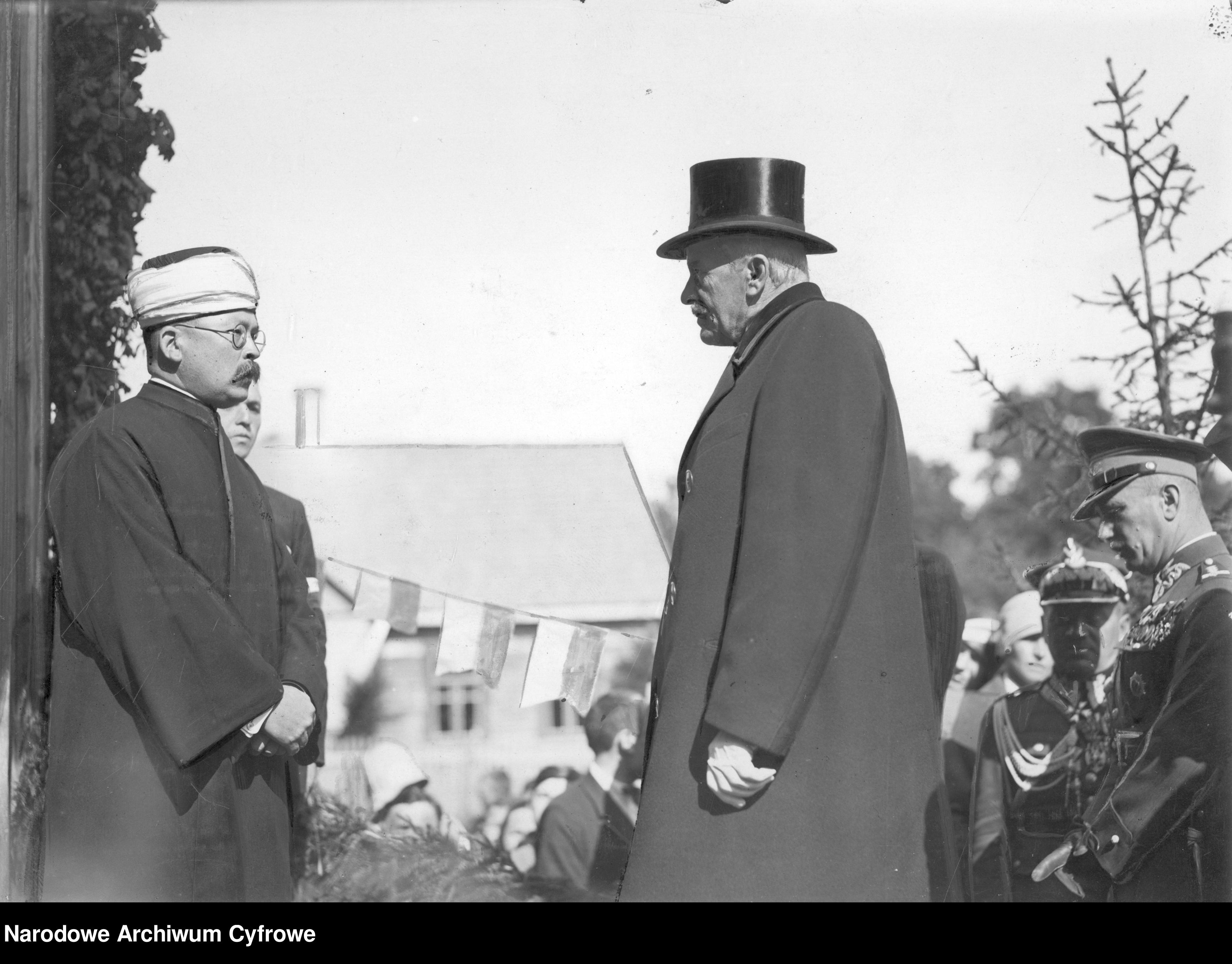
Powitanie prezydenta RP Ignacego Mościckiego przez duchownego muzułmańskiego u wrót meczetu tatarskiego. Nowogródek, wrzesień 1929 r.

Po włączeniu województwa nowogródzkiego do Białoruskiej SRR w 1945 roku władze radzieckie zamknęły meczet i przebudowały go na dom mieszkalny, usuwając m.in. minaret i wieżę. W latach dziewięćdziesiątych XX wieku podjęto starania o odbudowę tatarskiej świątyni, którą uroczyście otwarto w lipcu 1997 roku.